# Lanciego
Lanciego in castigliano e Lantziego in basco, è un comune spagnolo  situato nella comunità autonoma dei Paesi Baschi.